# 霧島市消防局
霧島市消防局（きりしまししょうぼうきょく）は、鹿児島県霧島市の消防部局（消防本部）。管轄区域は霧島市全域。

## 概要
- 消防局本部：霧島市国分中央三丁目41番5号
- 管内面積：603.68km2
- 職員定数：176人
- 消防署2カ所、分遣所5カ所
- 主力機械（2013年4月1日現在）
  - はしご車：2
  - タンク車：5
  - 消防ポンプ車：4
  - 救急車：1
  - 高規格救急車：7
  - 救助工作車：2
  - マイクロバス：1
  - 散水車：1
  - その他：16
  - 合計：38

## 沿革
- 1957年6月1日　国分市に国分市消防本部及び消防署を開設する。
- 1968年1月7日　救急業務を開始する。
- 1969年4月1日　国分市及び姶良郡隼人町により国分市・隼人町消防組合を設立する。
- 1969年5月1日　隼人分遣所を開設する。
- 1970年6月17日　消防本部及び消防署新庁舎が落成し移転する。
- 1971年4月1日　消防組合に姶良郡霧島町が加入し、国分市外2町消防組合に改称する。
- 1972年4月1日　霧島分遣所を開設する。
- 1972年10月1日　消防組合に姶良郡牧園町が加入し、国分市外3町消防組合に改称する。
- 1973年4月1日　消防組合に姶良郡福山町が加入し、国分市外4町消防組合に改称する。
- 1973年4月10日　牧園分遣所を開設する。
- 1973年9月1日　牧園分遣所が北消防署に昇格し、2署体制となる。組合消防署は中央消防署に改称する。
- 1973年9月3日　福山分遣所新庁舎が落成し、業務を開始する。
- 1974年4月1日　国分地区消防組合に改称する。
- 1999年4月27日　消防本部及び中央消防署新庁舎が落成し移転する。
- 2001年11月29日　初の高規格救急車を中央消防署に配備する。（2002年2月1日より運用開始）
- 2005年11月7日　国分市、姶良郡溝辺町、横川町、牧園町、霧島町、隼人町及び福山町の新設合併に伴い、霧島市が発足する。国分地区消防組合を解散し、霧島市消防局を開設する。

## 組織
- 本部 - 総務課、警防課、予防課、情報指令課
- 消防署

## 消防署
| 消防署     | 住所                | 分遣所                                                            |
| ---------- | ------------------- | ----------------------------------------------------------------- |
| 中央消防署 | 国分中央3-41-5      | 隼人：隼人町内1333-5 福山：福山町福山5342-4 溝辺：溝辺町麓1616-39 |
| 北消防署   | 牧園町高千穂3282-16 | 霧島：霧島田口495 横川：横川町上ノ3414-1                          |